# Falerone
Falerone: Olaszország, Marche régió, Fermo megye.

## Története
Falerio Picenus-t (ma Piane di Falerone) i. sz. 29-ben alapították, mikor Octavianus Augustus elhatározta, hogy a Tenna völgyében egy kisebb várost építenek közigazgatási székhelynek. A longobárd fennhatóság után a város a folyó mellől a közeli, 433 m magas hegyre települt át.

## Látnivalók
- Loggette dei mercanti (XV. század)
- San Fortunato templom
- Szent Sebestyén templom (ma kiállítótér és multimédia központ)
- Santa Margherita templom (XIII. század)
- San Paolino templom (longobárd kori)
- Falerio Picenus Archeológiai Terület: amfiteátrum romjai és a nagyrészt fennmaradt római kori színház. Az itt megtalált magas kvalitású szobrok, az Archeológiai Múzeumban (Museo Archeologico) és a Louvre gyüjteményében tekinthetőek meg.
- Archeológiai Múzeum (az egykori Szent Ferenc kolostorban)

## Ünnepek, események
- Színházi fesztivál a római színházban (július, augusztus)
- Festa de la 'nzegna (augusztus első fele)
- San Fortunato ünnepe (augusztus 2. vasárnapja)
- Piceno-i zenei fesztivál
- Karácsonyi élőkép (december 26.)
- Faleronei művésztelep

## Polgárai
A város szülötte volt Boldog Peregrin (Beato Pellegrino da Falerone), aki Szent Ferenc kortársa volt.
Adelio Marini festőművész, a nonfiguratív képalkotás kísérletező kutatója napjainkban.
Sauro Cecchi fiatal festőművész, a Viaggio nel Cosmo és a Hommage a' Licini sorozatairól ismert. (Osvaldo Licini a szomszédos Monte Vidon Corrado falu szülötte, a 20. századi modern olasz festészet egyik ismert alakja.)

## A művésztelep honlapja
http://faleroneartcolony.it/

## Képek

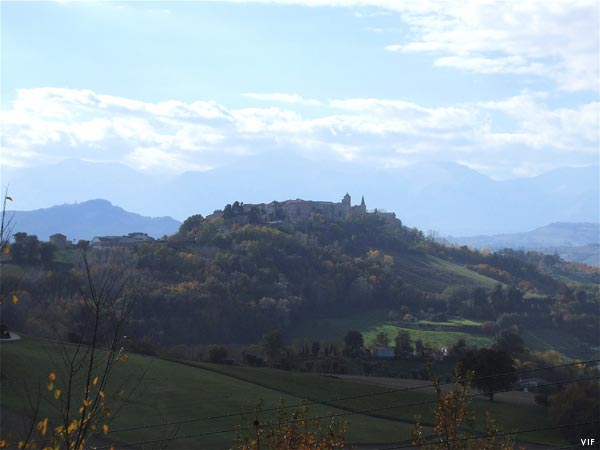
Monte Vidon Corrado felől
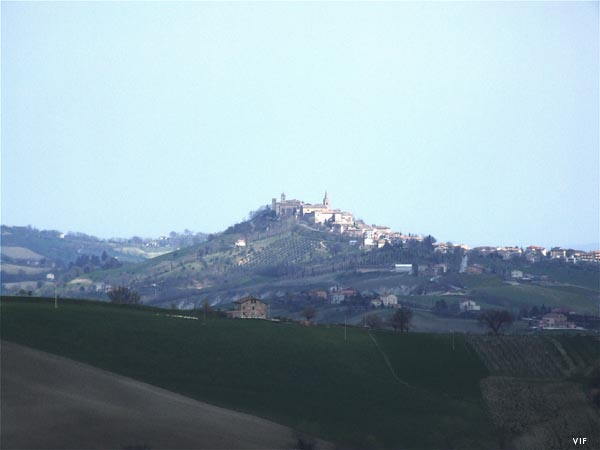
Sant'Angelo in Pontano felől
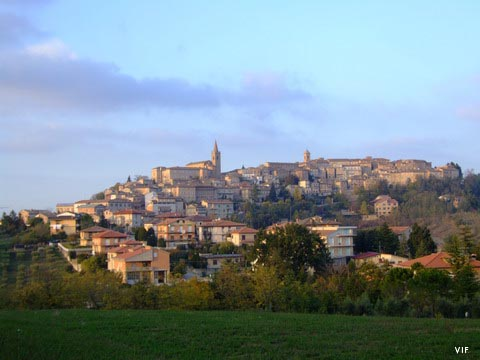
A város a temetőtől nézve
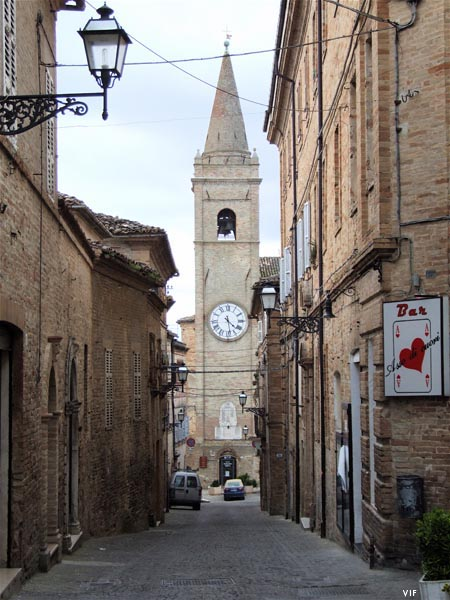
A Corso Garibaldi végén a San Fortunato templom tornya
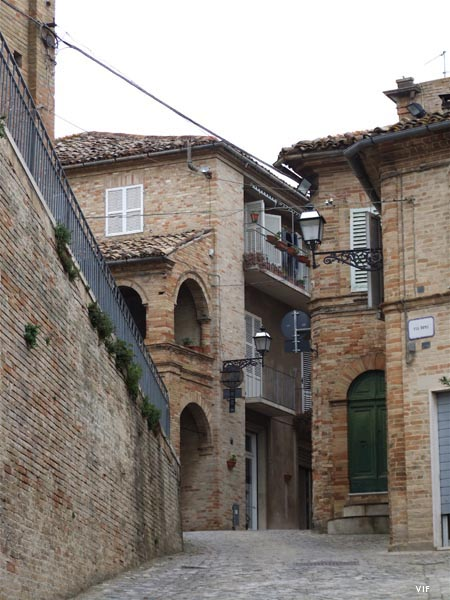
Via Roma, Piazza della Liberta', Corso Garibaldi csatlakozása
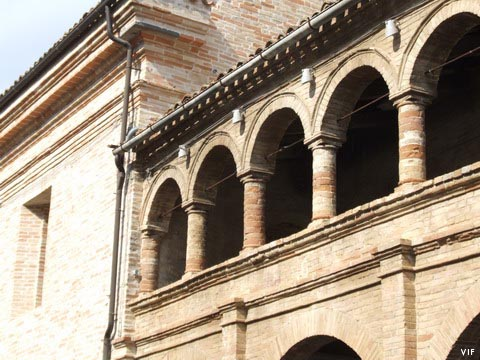
Loggette dei mercanti
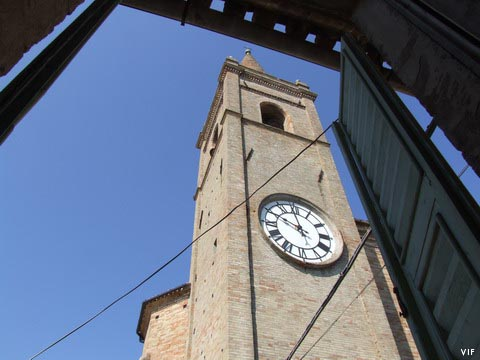
San Fortunato XIV. sz-i tornya
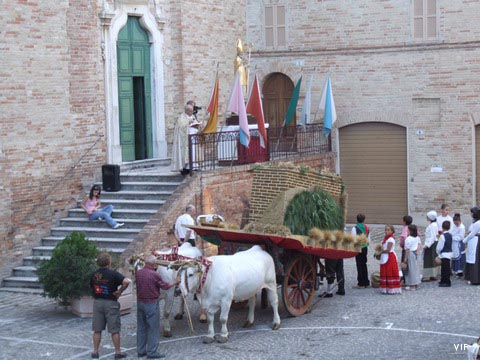
Sfilata di Carri Agricolo-Votivi
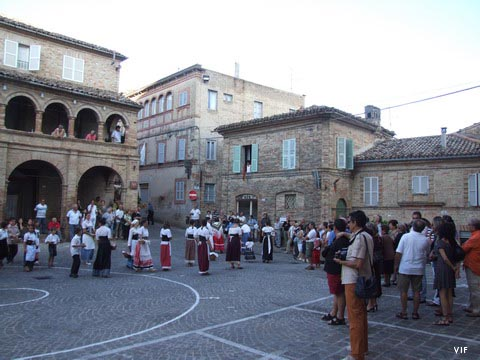
Sfilata di Carri Agricolo-Votivi
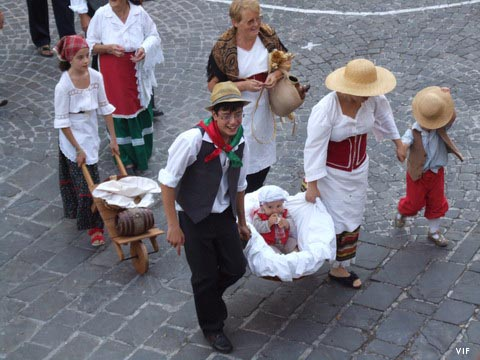
Sfilata di Carri Agricolo-Votivi
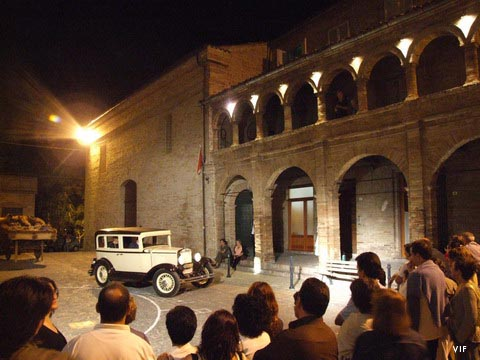
Veglie (jelenetek a múltból, színi előadások)
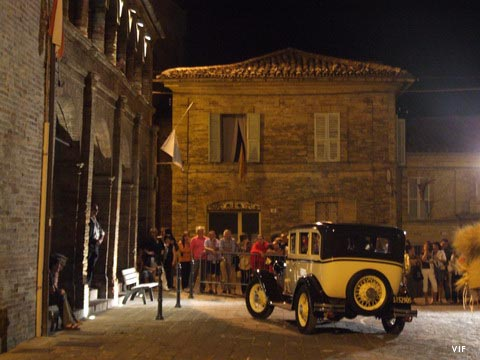
Veglie (jelenetek a múltból, színi előadások)
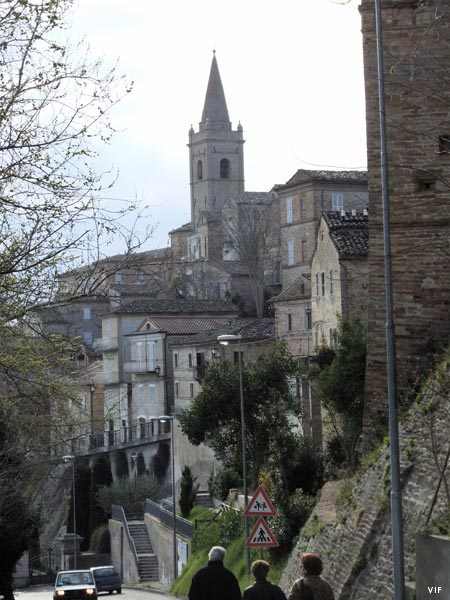
Via Giacomo Leopardi
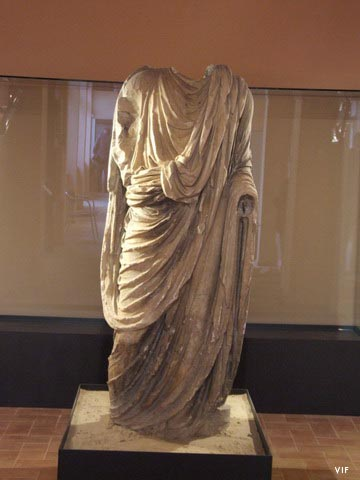
Római kori szobor torzója a Museo Archeologico-ban